# タナー・シェパーズ
- タナー・シェッパーズ
- タナー・シェパーズ
- タナー・シェーファーズ

タナー・ロス・シェッパーズ（Tanner Ross Scheppers、1987年1月17日 - ）は、アメリカ合衆国カリフォルニア州オレンジ郡ミッションビエホ出身の元プロ野球選手（投手）。右投右打。

## 経歴

### プロ入り前
2005年のMLBドラフト29巡目（全体873位）でボルチモア・オリオールズから指名されたが、この時は入団せずにカリフォルニア州立大学フレズノ校へ進学した。
2008年のMLBドラフトでは1巡目指名が予想されていたが、ドラフトの約1ヶ月前に右肩を痛め、評価を下げてしまった。結局、2巡目（全体48位）でピッツバーグ・パイレーツから指名を受けるが、契約金の交渉が折り合わず入団を拒否した。

### レンジャーズ時代
独立リーグのセントポール・セインツを経て、2009年のMLBドラフトにエントリー。この時も肩の状態が不安視され、指名を見送る球団が相次いだが、1巡目追補（全体44位）でテキサス・レンジャーズから指名され、入団した。入団後しばらくして、リリーフに転向した。
2012年6月7日のオークランド・アスレチックス戦でメジャーデビューを果たした。この年は39試合に登板して1勝1敗1セーブ・防御率4.45・30奪三振の成績を残した。
2013年は76試合に登板して6勝2敗1セーブ・防御率1.88・59奪三振の成績を残した。6月25日のニューヨーク・ヤンキース戦ではイチローにサヨナラ本塁打を浴びている。
2014年2月17日にレンジャーズと1年契約に合意した。この年はエース格だったダルビッシュ有が首痛で離脱していた為、開幕投手に抜擢されたが、5.0回持たずに7失点と炎上した。その後の先発登板でも炎上を繰り返し、肘の炎症で故障者リスト入りした。6月に復帰し、リリーフで少し投げたが、炎症を再発させて再度故障者リスト入りした。これら炎上、故障の影響もあり、8試合に登板（うち4試合が先発）し、0勝1敗、防御率9.00、WHIP1.78という成績に終わった。
2015年はリリーフ専業に戻り、42試合に登板した。4勝（1敗）を挙げたが、防御率は5.63と芳しくなかった。
2016年2月20日、左膝関節軟骨損傷のため手術が必要となり、初期診断ではオールスターゲームの時期まで休養が必要とされた。29日に60日の故障者リスト入りした。9月6日に復帰した。長期離脱の影響もあって10試合の登板に留まり、防御率4.15・1勝1敗・WHIP1.04という成績だった。
2017年4月15日に40人枠を外れる形でAAA級ラウンドロックへ配属された。6月19日に再びメジャー契約を結んでアクティブ・ロースター入りした。8月26日にパオロ・エスピーノの加入に伴ってDFAとなった。8月29日に40人枠から外れる形でAAA級ラウンドロックへ配属された。

### ロッテ時代
2018年1月15日に千葉ロッテマリーンズが獲得を発表。背番号は87。3月30日に中継ぎ投手としてNPB公式戦に初登板すると、その後も中継ぎとして登板。4月3日のオリックス・バファローズ戦で初セーブを記録した。8月23日にはNPB初先発を務めた。試合は6回1/3を4失点で2敗目を喫したが、井口資仁監督は内容を高く評価した。9月5日には再び先発を投げ初勝利を挙げた。最終的にはシーズン25試合に登板し1勝3敗1セーブ、防御率4.54という成績に終わった。当時の投手コーチである清水直行は残留を望むコメントを寄せていたが、11月20日に退団が発表された。

### 独立リーグ時代
2019年5月27日に独立リーグであるアトランティックリーグのロングアイランド・ダックスと契約した。8試合の登板で11失点を喫した。6月22日にFAとなった。

## 投球スタイル
最速100mph（約160.7km/h）、平均球速94.0（約151.3km/h）のフォーシームが大半で、変化球は82.3mph（約132.4km/h）のカーブを投げる。2球種がほとんどだが、ごく稀に平均球速89mph（約143.2km/h）のチェンジアップ、86.7mph（約139.5km/h）のスライダーも投げる。

## 詳細情報

### 年度別投手成績
| 年 度    | 球 団    | 登 板 | 先 発 | 完 投 | 完 封 | 無 四 球 | 勝 利 | 敗 戦 | セ 丨 ブ | ホ 丨 ル ド | 勝 率 | 打 者 | 投 球 回 | 被 安 打 | 被 本 塁 打 | 与 四 球 | 敬 遠 | 与 死 球 | 奪 三 振 | 暴 投 | ボ 丨 ク | 失 点 | 自 責 点 | 防 御 率 | W H I P |
| -------- | -------- | ----- | ----- | ----- | ----- | -------- | ----- | ----- | -------- | ----------- | ----- | ----- | -------- | -------- | ----------- | -------- | ----- | -------- | -------- | ----- | -------- | ----- | -------- | -------- | ------- |
| 2012     | TEX      | 39    | 0     | 0     | 0     | 0        | 1     | 1     | 1        | 4           | .500  | 152   | 32.1     | 47       | 6           | 9        | 3     | 2        | 30       | 4     | 0        | 18    | 16       | 4.45     | 1.73    |
| 2013     | TEX      | 76    | 0     | 0     | 0     | 0        | 6     | 2     | 1        | 27          | .750  | 302   | 76.2     | 58       | 6           | 24       | 4     | 7        | 59       | 4     | 0        | 21    | 16       | 1.88     | 1.07    |
| 2014     | TEX      | 8     | 4     | 0     | 0     | 0        | 0     | 1     | 0        | 1           | .000  | 111   | 23.0     | 31       | 6           | 10       | 0     | 3        | 17       | 2     | 0        | 24    | 23       | 9.00     | 1.78    |
| 2015     | TEX      | 42    | 0     | 0     | 0     | 0        | 4     | 1     | 0        | 12          | .800  | 176   | 38.1     | 37       | 6           | 23       | 3     | 2        | 32       | 1     | 0        | 25    | 24       | 5.63     | 1.57    |
| 2016     | TEX      | 10    | 0     | 0     | 0     | 0        | 1     | 1     | 1        | 2           | .500  | 35    | 8.2      | 6        | 0           | 3        | 1     | 0        | 5        | 2     | 0        | 4     | 4        | 4.15     | 1.04    |
| 2017     | TEX      | 5     | 0     | 0     | 0     | 0        | 0     | 1     | 0        | 1           | .000  | 21    | 4.0      | 5        | 0           | 3        | 0     | 1        | 5        | 0     | 0        | 3     | 3        | 6.75     | 2.00    |
| 2018     | ロッテ   | 25    | 3     | 0     | 0     | 0        | 1     | 3     | 1        | 9           | .250  | 171   | 37.2     | 45       | 2           | 17       | 2     | 2        | 34       | 0     | 0        | 21    | 19       | 4.54     | 1.65    |
| MLB：6年 | MLB：6年 | 180   | 4     | 0     | 0     | 0        | 12    | 7     | 3        | 47          | .632  | 797   | 183.0    | 184      | 24          | 72       | 11    | 15       | 148      | 13    | 0        | 95    | 86       | 4.23     | 1.40    |
| NPB：1年 | NPB：1年 | 25    | 3     | 0     | 0     | 0        | 1     | 3     | 1        | 9           | .250  | 171   | 37.2     | 45       | 2           | 17       | 2     | 2        | 34       | 0     | 0        | 21    | 19       | 4.54     | 1.65    |

- 2018年度シーズン終了時

### 記録
NPB
- 初登板：2018年3月30日、対東北楽天ゴールデンイーグルス1回戦（ZOZOマリンスタジアム）、8回表に2番手で登板、1回2失点
- 初奪三振：同上、8回表に茂木栄五郎から空振り三振
- 初ホールド：2018年4月1日、対東北楽天ゴールデンイーグルス3回戦（ZOZOマリンスタジアム）、8回表に4番手で登板、1回無失点
- 初セーブ：2018年4月3日、対オリックス・バファローズ1回戦（京セラドーム大阪）、9回裏に3番手で登板、1回無失点完了
- 初勝利・初先発勝利：2018年9月5日、対福岡ソフトバンクホークス16回戦（ZOZOマリンスタジアム）、5回3失点

### 背番号
- 52（2012年 - 2017年）
- 87（2018年）

### 登場曲
- 「Intro」ザ・エックス・エックス（2018年）